# Vrhovci
 Ovo je glavno značenje pojma Vrhovci. Za druga značenja pogledajte Vrhovci (razdvojba).
Vrhovci su naselje u Hrvatskoj u sastavu Grada Čabra. Nalaze se u Primorsko-goranskoj županiji. 

## Zemljopis
Zapadno sjeverozapadno su Makov Hrib i Prhutova Draga, sjeverozapadno su Brinjeva Draga i Parg, sjeverno su Tropeti i izvor rječice Čabranke te dalje Slovenija, sjeverno-sjeveroistočno su Čabar preko Čabranke Slovenija i u njoj naselje Podplanina, sjeveroistočno su Gornji Žagari (Hrvatska) i Črni Potok pri Dragi (Slovenija), jugoistočno je Okrivje, južno-jugoistočno je Kraljev Vrh, južno-jugozapadno su Lazi, jugozapadno su Selo, Ferbežari, Tršće i Crni Lazi, zapadno-jugozapadno je Srednja Draga, zapadno su Ravnice.

## Stanovništvo
| broj stanovnika | 148   | 148   | 114   | 129   | 109   | 133   | 119   | 140   | 97    | 121   | 132   | 137   | 143   | 141   | 124   | 110   | 120   |
|                 | 1857. | 1869. | 1880. | 1890. | 1900. | 1910. | 1921. | 1931. | 1948. | 1953. | 1961. | 1971. | 1981. | 1991. | 2001. | 2011. | 2021. |